# Iouri Ozerov
Pour les articles homonymes, voir Ozerov.
Iouri Nikolaïevitch Ozerov (en russe : Юрий Николаевич Озеров) est un réalisateur soviétique et russe né le 26 janvier 1921 à Moscou et mort le 15 octobre 2001 dans cette même ville.

## Biographie
Ozerov naît dans le milieu théâtral. Son père, issu d'une lignée de prêtres orthodoxes, est chanteur d'opéra et sa mère descend d'une famille de la noblesse ayant perdu tous ses biens. Il a un frère, Nikolaï, qui sera joueur de tennis, commentateur sportif et acteur.
Il entre en 1939 au GITIS, célèbre école de théâtre de Moscou. Il est appelé en 1941 à défendre son pays dans l'Armée rouge et passe de simple soldat à major à la fin de la guerre, où il sert dans les transmissions. En 1947, il devient membre du Parti communiste de l'Union soviétique.
Il retourne au GITIS ensuite puis à la faculté de cinéma. Il entre à la Mosfilm en 1949 et enseigne à la faculté de cinéma à partir de 1979. Il tourne son premier film en 1950, dédié à la vie d'Alexandre Pouchkine.
Ozerov est l'auteur d'épopées cinématographiques monumentales dont beaucoup sont consacrées à la dernière guerre. Son film le plus connu à l'étranger reste Dernier Assaut (cinquième épisode de son épopée cinématographique Osvobodejnie, ou Libération). Stalingrad est aussi une œuvre remarquable.    
Il est enterré au cimetière de la Présentation (Moscou).

## Filmographie
- 1950 : Alexandre Pouchkine, (Александр Пушкин (короткометражный)). Documentaire
- 1952 : Dans le Jardin botanique Nikitski, (В Никитском ботаническом саду (видовой фильм)). Documentaire
- 1953 : L'Arène des audacieux (ru), (Арена смелых). Documentaire
- 1954 : V prazdnitchny vetcher
- 1955 : À la recherche du bonheur (Сын)
- 1957 : Kotchoubeï (ru), (Кочубей)
- 1959 : Fourtouna (ru), (Фуртуна). Documentaire
- 1962 : Le Grand Chemin, (Большая дорога)
- 1969 - 1971 : Libération (Osvobojdenie)
- 1973 : Les Huit Visions 5e sujet, le Commencement. Documentaire
- 1977 : Les Soldats de la liberté, (Солдаты свободы (киноэпопея)) (série télévisée en quatre épisodes)
- 1979 : La Ballade du sport, (1979 — Баллада о спорте). Documentaire
- 1980 : Prochtchaniye s Olimpiadoï. Documentaire
- 1980 : Olimpiïsky prazdnik. Documentaire
- 1981 : Ô sport, tu es la paix ! (О спорт, ты — мир!). Documentaire
- 1985 : La Bataille de Moscou, ((Битва за Москву (киноэпопея))
- 1989 : Stalingrad, (Сталинград (киноэпопея))
- 1993 : La Tragédie du siècle (ru), (Трагедия века (телесериал)) (série télévisée documentaire)
- 1993 : Les Anges de la mort (ru), (Ангелы смерти)
- 1995 : Le Grand commandant Gueorgui Joukov, (Великий полководец Георгий Жуков (художественно-документальный)